# Mercedes-Benz Sprinter

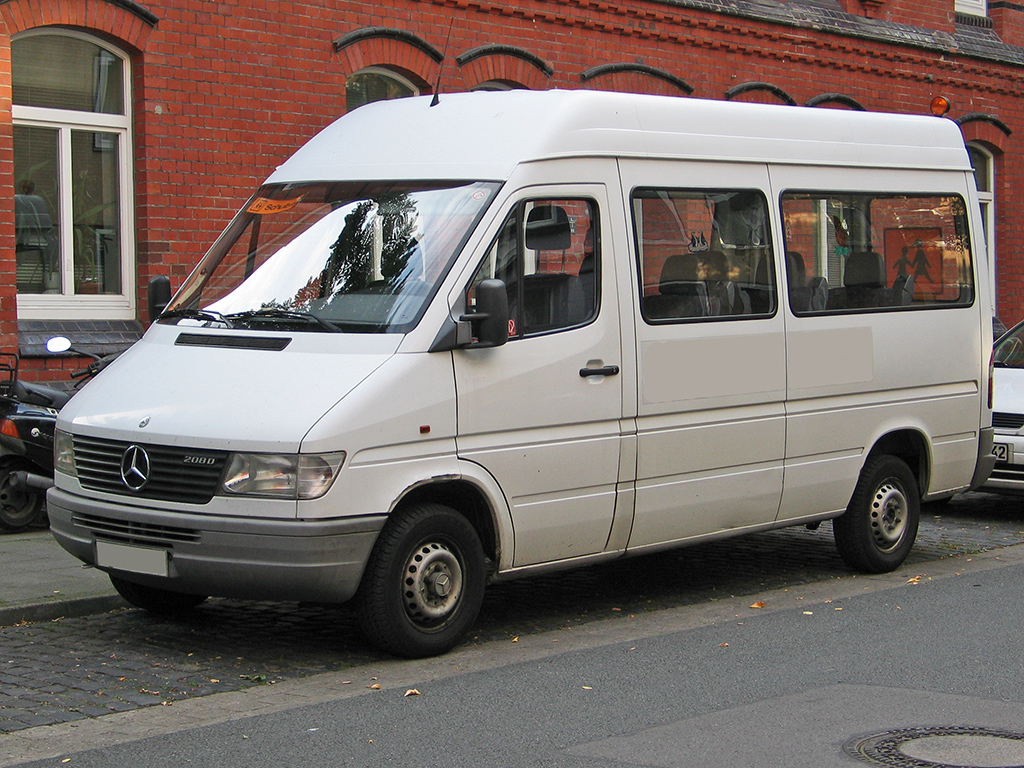
Eerste generatie MkI Mercedes-Benz Sprinter

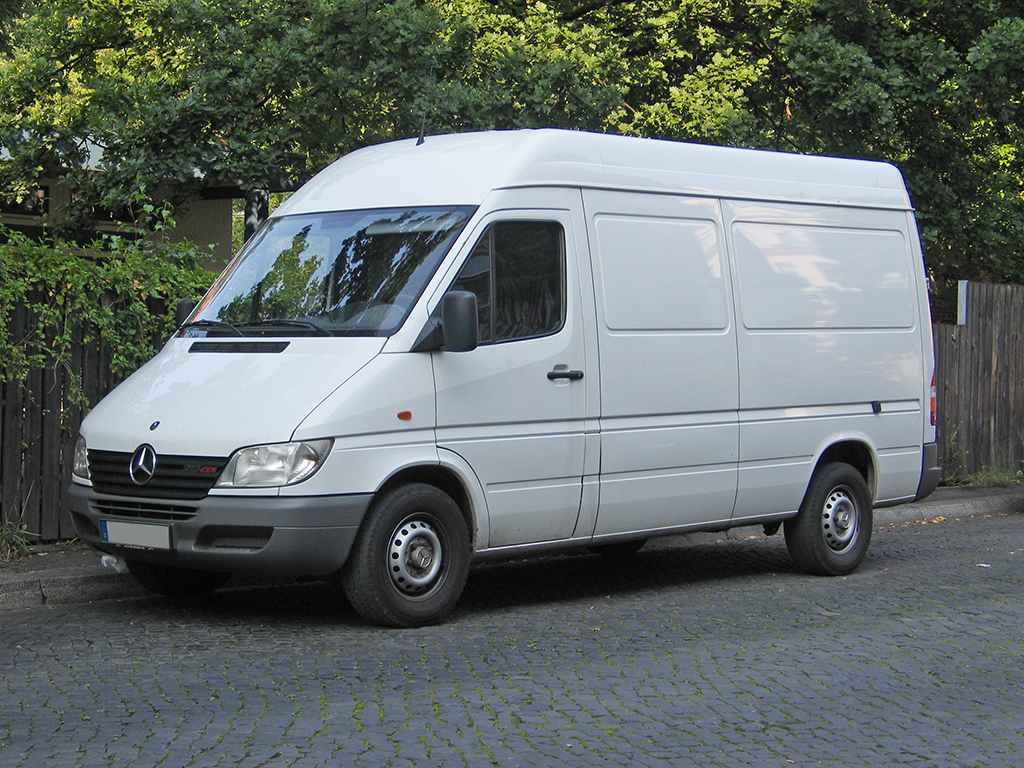
Eerste generatie MkII Mercedes-Benz Sprinter

De Mercedes-Benz Sprinter is een bestelauto (bestelbus) gebouwd door de Duitse fabrikant Daimler AG in samenwerking met Volkswagen. Bij Volkswagen resulteerde die samenwerking in de Volkswagen Crafter.
De Sprinter is geleverd vanaf 1995 en volgde de Mercedes-Benz T1 („Bremer Transporter“) op. Het model kreeg in 2000 een facelift en vanaf 2006 is er de tweede generatie Sprinter.

## Eerste generatie
Sprinter (T1N) MkI & MkII 
- Fabriekscode: W901-W905
- Geproduceerd: 1995–2006
- Lengte: 4.970–6.525 mm
- Breedte: 1.935 mm
- Hoogte: - mm
- Wielbasis: 3.000–4.025 mm
- Leeggewicht: - kg

### Motoren MkI 1995–2000
| Type           | Motor code | Motor type                     | cilinderinhoud | Max. vermogen | Max. koppel |
| -------------- | ---------- | ------------------------------ | -------------- | ------------- | ----------- |
| 214 314 414    | M111       | 4-cilinder DOHC 16V benzine    | 2295 cc        | 143 pk        | 210 Nm      |
| 208D 308D      | OM601      | 4-cilinder OHC 8V diesel       | 2299 cc        | 79 pk         | 152 Nm      |
| 210D 310D 410D | OM602      | 5-cilinder OHC 10V turbodiesel | 2874 cc        | 102 pk        | 250 Nm      |
| 212D 312D 412D | OM602      | 5-cilinder OHC 10V turbodiesel | 2874 cc        | 122 pk        | 300 Nm      |

### Motoren MkII 2000–2007
| Type                            | Motor code  | Motor type                                  | cilinderinhoud | Max. vermogen | Max. koppel |
| ------------------------------- | ----------- | ------------------------------------------- | -------------- | ------------- | ----------- |
| 214 314 414                     | M111        | 4-cilinder DOHC 16V benzine                 | 2295 cc        | 143 pk        | 210 Nm      |
| 208 CDI 308 CDI 408 CDI         | OM611       | 4-cilinder DOHC 16V common-rail turbodiesel | 2148 cc        | 82 pk         | 200 Nm      |
| 211 CDI 311 CDI 411 CDI         | OM611       | 4-cilinder DOHC 16V common-rail turbodiesel | 2148 cc        | 109 pk        | 270 Nm      |
| 213 CDI 313 CDI 413 CDI         | OM611       | 4-cilinder DOHC 16V common-rail turbodiesel | 2148 cc        | 129 pk        | 300 Nm      |
| 216 CDI 316 CDI 416 CDI 616 CDI | OM612 OM647 | 5-cilinder DOHC 20V common-rail turbodiesel | 2685 cc        | 156 pk        | 330 Nm      |

Deze bus werd gebouwd tussen 1995 en 2006, voor de Amerikaanse markt tevens onder de merknamen Dodge en Freightliner.

## Tweede generatie

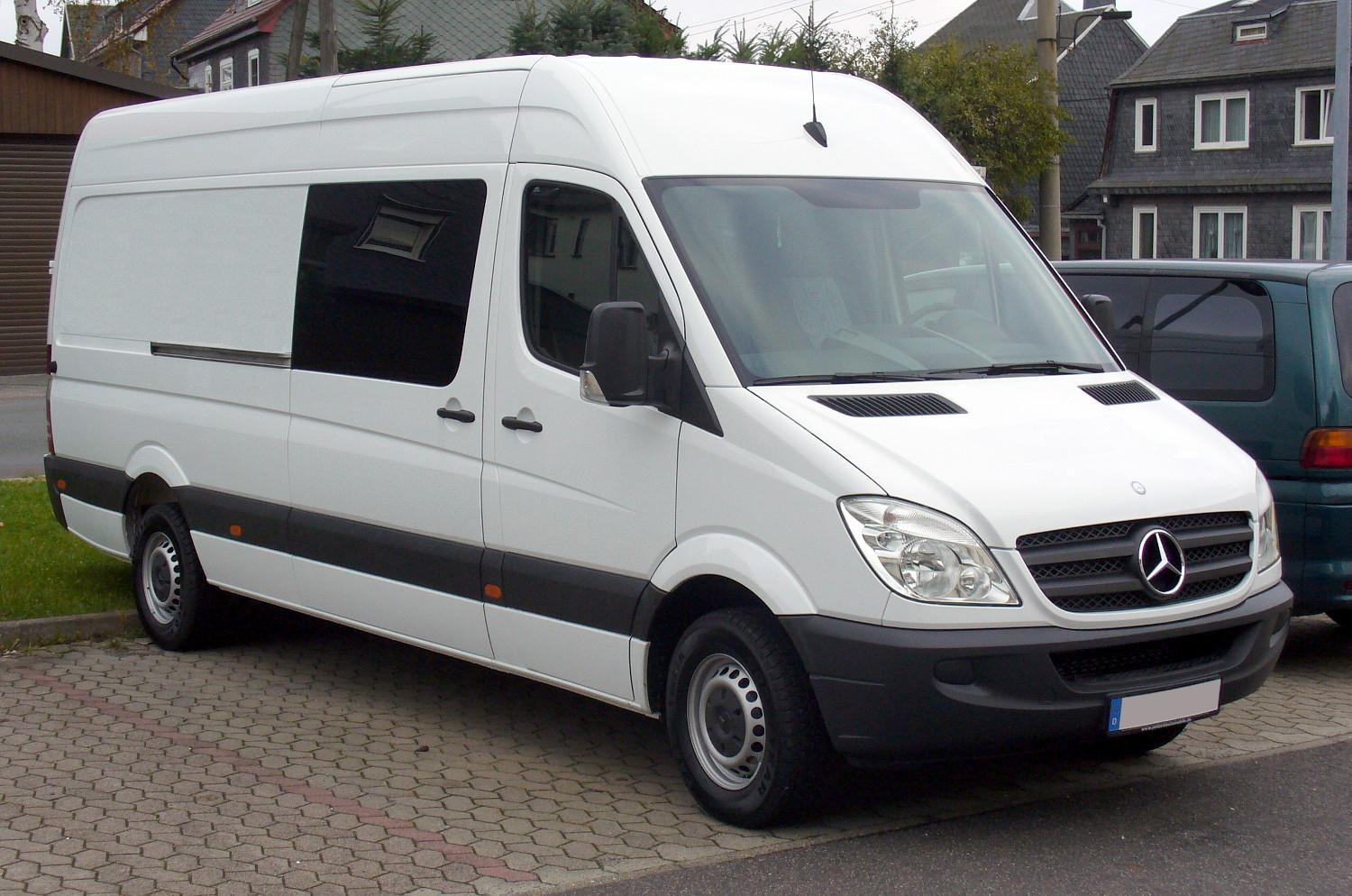
Tweede generatie Mercedes-Benz Sprinter

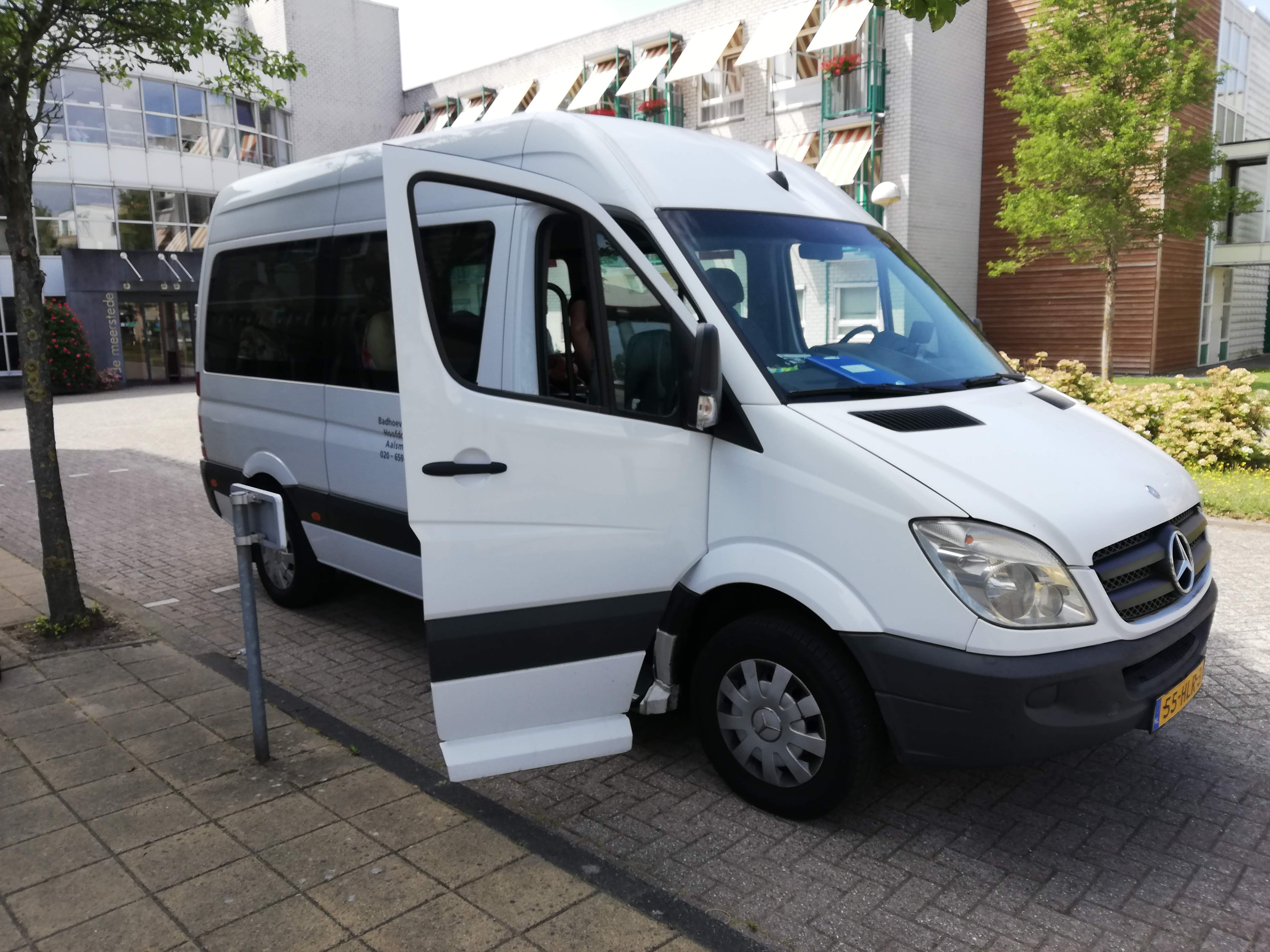
De Mercedes-Benz Sprinter Mobility

Sprinter II (NCV 3)
- Fabriekscode: W906
- Geproduceerd: 2006 – 2018
- Lengte: 5.245–7.345 mm
- Breedte: 1.993 mm
- Hoogte: 2.435–3.055 mm
- Wielbasis: 3.250–4.325 mm
- Leeggewicht: 1.930-2.840 kg

### Motoren
| Type                            | Motor code | Motor type                                                                  | cilinderinhoud | Max. vermogen | Max. koppel |
| ------------------------------- | ---------- | --------------------------------------------------------------------------- | -------------- | ------------- | ----------- |
| 224 324 424 524                 | M272       | V6 DOHC 24V benzine                                                         | 3498 cc        | 258 pk        | 340 Nm      |
| 313 CDI                         | OM651      | 4-cilinder DOHC                                                             | 2143cc         | 130 pk        | 305nm       |
| 209 CDI 309 CDI 509 CDI         | OM646      | 4-cilinder DOHC 16V common-rail turbodiesel                                 | 2148cc         | 88 pk         | 220 Nm      |
| 211 CDI 311 CDI 411 CDI 511 CDI | OM646      | 4-cilinder DOHC 16V common-rail turbodiesel 215 CDI 315 CDI 415 CDI 515 CDI | 2148cc         | 150 pk        | 330 Nm      |
| 218 CDI 318 CDI 418 CDI 519 CDI | OM642      | V6 DOHC 24V common-rail turbodiesel                                         | 2987 cc        | 184 pk        | 400 Nm      |

### Personenvervoer
Naast dat de Sprinter een bestelbus is, zijn er ook Sprinterbussen speciaal gemaakt voor het personenvervoer:
- de Sprinter Mobility, ingericht voor personen in een rolstoel of scootmobiel
- de Sprinter City, een lagevloer(stads)bus
- de Sprinter Transfer, een taxi-/buurtbus
- de Sprinter Travel, een mini-touringcar